# Próxima Estación: Esperanza
Próxima Estación: Esperanza is een album van Manu Chao. Manu Chao en de anderen zingen in het Arabisch, Engels, Frans, Portugees en Spaans op dit album.

## Nummers
1. Merry Blues
2. Bixo
3. El Dorado 1997
4. Promiscuity
5. La Primavera
6. Me Gustas Tú
7. Denia
8. Mi Vida
9. Trapped By Love
10. Le Rendez Vous
11. Mr. Bobby
12. Papito
13. La Chinita
14. La Marea
15. Homens
16. La Vacaloca
17. Infinita Tristeza

## Bonus CD
In gelimiteerde oplage is de cd met een bonus cd verschenen. Deze bevatte de nummers:
1. Allo....ici vostok
2. Zapata vive
3. Barcelona
4. Calamocarro
5. El Bombazo
6. Galacia tropical
7. Open Your Books
8. Que hora son
9. Tijuana
10. Une autre radio
11. La primavera